# Toshihiko Inoue
Toshihiko Inoue (jap. 井上 俊彦, Inoue Toshihiko; * 25. Februar 1952) ist ein japanischer Jazzmusiker (Tenor- und Sopransaxophon).
Toshihiko Inoue arbeitete ab den 1970er-Jahren in der japanischen Jazzszene; erste Aufnahmen entstanden 1974/75 mit dem Jazzensemble (S.A.S. Family) der Aoyama Gakuin University und 1978 mit Hideto Kanai (Concierto de Aranjuez, TBM 1978). In den folgenden Jahren gehörte er den Ensembles von Fumio Karashima,  Takashi Miyasaki und Takeo Moriyama (Green River, enja, 1984) an. Außerdem wirkte er bei Plattenaufnahmen von Chin Suzuki, Gary Wolsey, Takashi Kako, Mari Nakamoto, Masahiro Sayama, Toshiki Nunokawa; Ayano Nishikai und Shigeo Maruyama  mit. 1999 legte Inoue das Album Fuse (EWE) vor
V. Im Bereich des Jazz listet ihn Tom Lord zwischen 1978 und 2012 bei 23 Aufnahmesessions.
In späteren Jahren spielte er im Duo mit dem Pianisten Hitomi Nishiyama. 2008 entstand das gemeinsame Album Mistral.